# Агуа (вулкан)
Агуа (исп. Agua) — вулкан в Центральной Америке, в департаменте Сакатепекес, Гватемала.
Агуа — стратовулкан, высота которого составляет 3761 метр. Расположен недалеко от города Антигуа-Гуатемала напротив вулканов Фуэго и Акатенанго. Находится западнее озера Аматитлан. Форма вулкана симметрична. Склоны Агуа лесисты. Сложен андезитами и базальтами. Вулкан покрыт кратерами. На северо-востоке вулкана расположен 280-метровой кратер, 6 кратеров на северо-западном склоне вулкана и 2 — на южном склоне вулкана. Официально зафиксированных извержений не зафиксировано[стиль], но благодаря анализу тефры вулкана ясно, что последнее извержение происходило в современный период. Другое название вулкана — Водяной вулкан. Данное название связано с возникшим разрушительным селем, который состоял из воды и вулканических пород и произошёл 11 сентября 1541 года. Тогда водяной поток уничтожил первую столицу Гватемалы Сьюдад-Вьеху, погибло около 600 человек. Впоследствии столица была перенесена в Антигуа-Гуатемала, которая была таковой до 1773 года.
Свидетель тех событий так описывает момент сошедшего лахара:

"Большой бурный поток воды пришёл с вершины вулкана, который находился над городом, это было так неожиданно, что [мы] не смогли предотвратить гибель и повреждения … те, кто видел это были впечатлены. Он вошел через дом «Аделантадо» Дон Педро Альварадо, и он забрал все стены и крышу … "

В настоящий момент вулкан больше опасен сходом селевых потоков и оползнями, чем вулканической активностью, в отличие от близлежащих вулканов.